# Luis Paredes
Luis Andrés Paredes Bustamante (Puerto Rondón, Arauca; 3 de junio de 2001) mejor conocido como  Arauca Paredes  es un futbolista colombiano. Juega como extremo en la USL Championship en el San Antonio Football Club.

## Trayectoria

### Millonarios F.C.
El 18 de febrero de 2023 se produjo su debut como profesional en la victoria 2 por 1 sobre Jaguares de Córdoba ingresando en el segundo tiempo por Édgar Guerra. El 8 de marzo hizo su debut internacional en el empate a un gol contra Atlético Mineiro por la fase previa de la Copa Libertadores 2023 ingresando al último minuto por Daniel Cataño. El 19 del mismo mes marca su primer gol como profesional en el empate a dos goles contra Águilas Doradas, el 14 de mayo volvería a marcar para el 1-1 final en Tunja contra el Boyacá Chicó. Su primer gol en torneos internacionales lo hace el 24 de mayo en la victoria 3 por 1 sobre CA Peñarol de Uruguay por la fase de grupos de la Copa Sudamericana 2023. Al final quedaría campeón del Torneo Apertura al vencer en penales a Atlético Nacional.

## Estadísticas
| Club                          | Div.          | Temporada     | Liga  | Liga  | Liga   | Copas | Copas | Copas  | Internacional | Internacional | Internacional | Total | Total | Total  |
| Club                          | Div.          | Temporada     | Part. | Goles | Asist. | Part. | Goles | Asist. | Part.         | Goles         | Asist.        | Part. | Goles | Asist. |
| ----------------------------- | ------------- | ------------- | ----- | ----- | ------ | ----- | ----- | ------ | ------------- | ------------- | ------------- | ----- | ----- | ------ |
| Millonarios · Colombia        | 1.ª           | 2023          | 29    | 2     | 0      | 5     | 0     | 0      | 5             | 1             | 1             | 39    | 3     | 1      |
| Millonarios · Colombia        | 1.ª           | 2024          | 4     | 0     | 0      | 1     | 0     | 0      | 2             | 0             | 0             | 7     | 0     | 0      |
| Millonarios · Colombia        | Total club    | Total club    | 33    | 2     | 0      | 6     | 0     | 0      | 7             | 1             | 1             | 46    | 3     | 1      |
| San Antonio FC Estados Unidos | 2.ª           | 2025          | 11    | 1     | 1      | 5     | 2     | 1      | —             | —             | —             | 16    | 3     | 2      |
| Total carrera                 | Total carrera | Total carrera | 44    | 3     | 0      | 11    | 2     | 0      | 7             | 1             | 1             | 62    | 6     | 3      |

## Palmarés
| Título                | Club        | País     | Año  |
| --------------------- | ----------- | -------- | ---- |
| Torneo Apertura       | Millonarios | Colombia | 2023 |
| Superliga de Colombia | Millonarios | Colombia | 2024 |